# 米海尔·科穆宁·杜卡斯
米海尔一世·科穆宁·杜卡斯（希臘語：Μιχαήλ Κομνηνός Δούκας，拉丁化：Mikhaēl Komnēnos Doukas），拉丁化姓为科穆宁努斯·杜卡斯（Comnenus Ducas），现代研究中有时会称他为米海尔一世·安格洛斯，但历史上他并没有用过这个名字。他是伊庇鲁斯专制国的建立者及第一代统治者，其统治约于1205年开始，直到1214或1215年他被刺杀为止。
米海尔约出生于1170年，是拜占庭皇帝阿莱克修斯一世的后裔、伊萨克二世·安格洛斯和阿莱克修斯三世皇帝的堂弟。1190年，他第一次参加政治事务，成为第三次十字军东征时拜占庭方送给十字军的人质之一。1190年代及1200年至1201年，他两次担任米拉萨与梅拉努季翁军区总督。第二次任期中，他发动了针对阿莱克修斯三世的叛乱，但被击败并被迫流亡至塞尔柱突厥人处。1204年，在第四次十字军攻陷君士坦丁堡后的混乱局面中，他短暂投靠十字军首领蒙菲拉特侯爵博尼法乔一世，很快又离开，来到伊庇鲁斯，通过与当地权力人物的女儿或遗孀的通婚而成功统治了这一地区。
米海尔的主政使得伊庇鲁斯成为希腊人抵抗、逃避十字军的中心。部分学者认为，大约同一时间他或许领导过摩里亚（伯罗奔尼撒）希腊人抵抗十字军的斗争，但在孔都拉斯橄榄林战役中被击拜。而根据另外的见解，他或许于1207-1209年间在伯罗奔尼撒领导过反十字军运动。为了使自己的领土免遭入侵并巩固政权，米海尔很快便与教宗意诺增爵三世展开了谈判并与拉丁帝国和威尼斯共和国缔结条约。同一时期，他还赎回了被废黜的阿莱克修斯三世皇帝，增强了自己统治的合法性。后世的史家记载，阿莱克修斯将世袭统治伊庇鲁斯的权力赐予米海尔及其后代。
至1210年，米海尔自身已经足够安全，他与保加利亚人结盟，对拉丁人的萨洛尼卡王国发动进攻，拉丁帝国皇帝佛兰德的亨利出兵击退联军。很快，米海尔又为了避免萨洛尼卡落入保加利亚人手中而倒向了拉丁帝国。1212年，他自萨洛尼卡王国的伦巴底贵族手中夺取了色萨利大部，大约同时，他的军队曾短暂地夺取萨洛纳领地。随后米海尔继续征战，1213-1214年，他自威尼斯人手中夺回都拉齐翁与克基拉岛，但在尝试夺取泽塔地区时战败。不久后，他在睡梦中被暗杀，他同父异母的兄弟狄奥多罗斯·科穆宁·杜卡斯继承其位。

## 早年
米海尔是至尊者约翰·杜卡斯的私生子。他的祖父母是君士坦丁·安格洛斯与阿莱克修斯一世之女狄奥多拉·科穆宁娜。米海尔的叔叔安德洛尼卡是未来拜占庭皇帝伊萨克二世·安格洛斯和阿莱克修斯三世的父亲，所以米海尔与两位皇帝是堂兄弟关系。尽管有亲缘关系，米海尔从未使用过安格洛斯这个姓氏，但一些现代学者会给他本人和他的王朝加上这个姓氏。存世的几份文件、封印上显示他的签名为“米海尔·杜卡斯”或“米海尔·科穆宁·杜卡斯”，显然这是为了自己与显赫的杜卡斯家族与科穆宁家族的关系，避免与安格洛斯王朝灾难般的统治扯上关系。唯一使用“安格洛斯”这个姓氏的中世纪文献出自后来亲巴列奥略王朝、敌视米海尔，反对伊庇鲁斯专制国声索拜占庭皇位的史家之手。
米海尔的出生时间不明，唯一相关的信息是尼基塔斯·霍尼亚提斯的记载，称米海尔1201年时仍是个“年轻人”。希腊学者康斯坦蒂诺斯·瓦尔佐斯（Konstantinos Varzos）将他的出生日期定在约1170年。1190年2月14日，米海尔首次在历史记载中登场，包括他在内的许多帝国宗室被作为人质送到正参加第三次十字军东征，经过拜占庭领土的红胡子腓特烈处。随后他于伊萨克二世在位末期担任小亚细亚的米拉萨与梅拉努季翁军区都督（δούξ，即军区长官）”与“记录者（ἀναγραφεύς，地方财政官员）”。许多学者根据被认为属于他的印章，认为他有“尊者（σεβαστός）”的头衔，但吕西安·斯提尔农（Lucien Stiernon）不这么认为，因为除此以外并没有其他证明。阿莱克修斯三世于1200年再次任命他为同一军区的总督。季米特里奥斯·波列米斯（Demetrios Polemis）在其有关杜卡斯王朝的研究中认为，1200年的任命是由阿莱克修斯四世下达的。但正如瓦尔泽斯所称，波列米斯在此处明显犯了错误。1201年初，不知为何，米海尔发动了对皇帝的叛乱，阿莱克修斯三世于当年夏季讨伐并击败了米海尔。后者被迫逃亡至鲁姆苏丹苏莱曼沙阿二世的宫廷里请求避难，服务苏丹期间，他曾率领突厥人进攻大門德雷斯河谷附近的拜占庭领土。

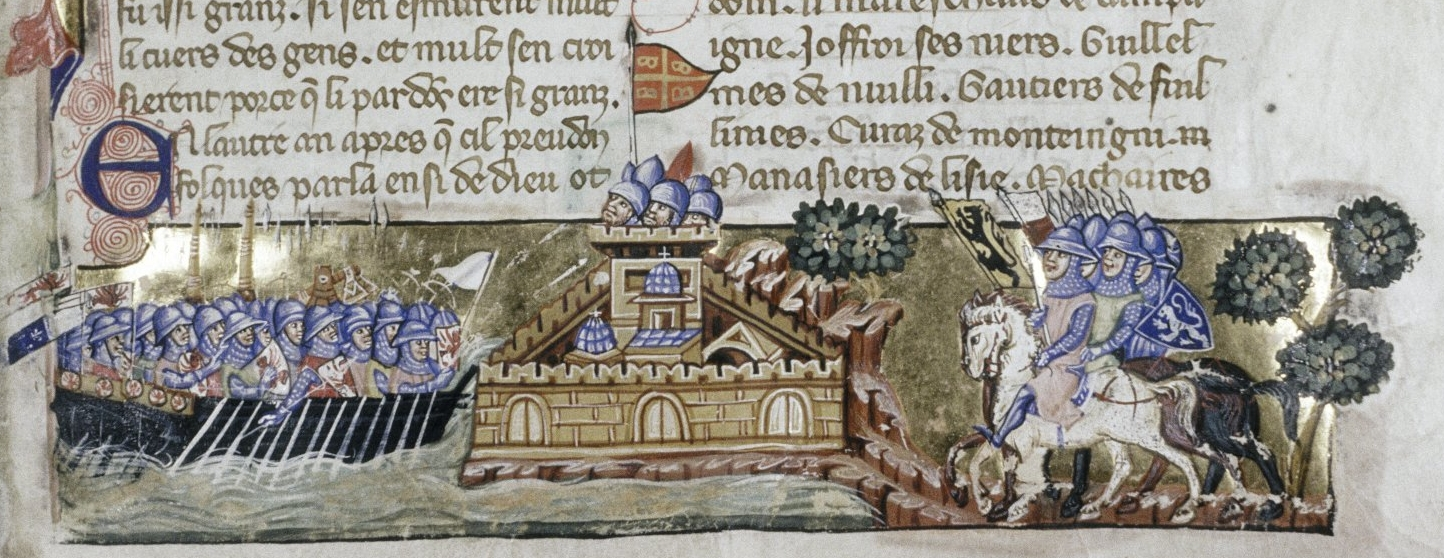
14世纪早期描述十字军攻打君士坦丁堡的微型画

根据亲自参与第四次十字军东征、写下《征服君士坦丁堡记》的戈弗雷·德维尔阿杜因的记载，十字军攻破君士坦丁堡时，米海尔正在城内，他可能是在阿莱克修斯三世被推翻，伊萨克二世和其子阿莱克修斯四世复辟后得以返回拜占庭帝国。米海尔随后投靠十字军首领，根据《罗马帝国土地的分割》条约成为塞萨洛尼基国王，并获得主宰希腊土地权力的蒙菲拉特侯爵博尼法乔一世。1204年，博尼法乔西行就封，米海尔也在其军中，戈弗雷的记载称博尼法乔信任米海尔，但后者则很快抛弃他去了伊庇鲁斯，并在那里自立，成为当地希腊人抵抗拉丁十字军的领袖。
米海尔在伊庇鲁斯建立统治的过程并不明确。13世纪末写成的阿尔塔的狄奥多拉的圣人传称，阿莱克修斯三世任命米海尔为伯罗奔尼撒军区总督，而当时一个与他有姻亲关系（他们两个娶了梅利塞诺斯家族的一对堂姐妹）的，姓塞纳切林（Senachereim）的人是伊庇鲁斯地区尼科波利斯军区的总督。尼科波利斯的居民发动针对塞纳切林的叛乱时，他曾向米海尔求助，米海尔急行军至尼科波利斯，但塞纳切林已被杀害，随后鳏居的米海尔便娶了塞纳切林的寡妇并继承了他的职位。这份史料尽管由于含有多处错误而被普遍认为是不准确的，但在这一点上，它至少一定程度上与维尔阿杜因的记载，即米海尔与当地一个权贵的女儿结婚相符。可以肯定的是，米海尔从未被任命为伯罗奔尼撒军区的总督，但这份圣人传对这个半岛的提及也让现代学者怀疑他就是在1205年夏季孔都拉斯橄榄林战役中率领伯罗奔尼撒希腊人抵抗十字军的那个米海尔。但学者雷蒙德-约瑟夫·洛内兹在最近的研究中质疑这种说法，他认为米海尔在尚未完全建立对伊庇鲁斯的统治时前往伯罗奔尼撒参加战斗是极不可能的，因为如此一来，伊庇鲁斯就极易遭到博尼法乔的攻击。不过洛内兹认为米海尔可能确实于1207年-1209年远征伯罗奔尼撒半岛（见下文）。

## 伊庇鲁斯的统治者
以阿尔塔为基地，米海尔将其控制地域拓展到了伊庇鲁斯地区大部，包括当今阿尔巴尼亚的许多国土。他很快建设了一个北起都拉齐翁，南至纳夫帕克托斯，东邻塞萨洛尼基王国，西、北与威尼斯共和国领土相交，东北与保加利亚第二帝国、塞尔维亚相邻的独立政权。他与当地阿尔巴尼亚人以及弗拉赫人首领保持着良好的关系，他们为米海尔的军队提供了可靠的人力。
现代史学通常称米海尔所建立的政权为“伊庇鲁斯专制国”，长久以来米海尔都被认为是第一个获得“专制君主”头衔的伊庇鲁斯统治者。根据猜测，米海尔可能是在赎回被废的阿莱克修斯三世后被后者赐予了头衔。但现代研究表明，不仅米海尔，连他同父异母的兄弟、继承者狄奥多罗斯·科穆宁·杜卡斯都未曾拥有此头衔。而米海尔的私生子米海尔二世·科穆宁·杜卡斯于1230年代成为了第一个拥有专制君主头衔的伊庇鲁斯统治者。将伊庇鲁斯政权称为“专制国”的例子最初出现在14世纪的西方文献中，而非来自拜占庭。

### 与拉丁势力的和解

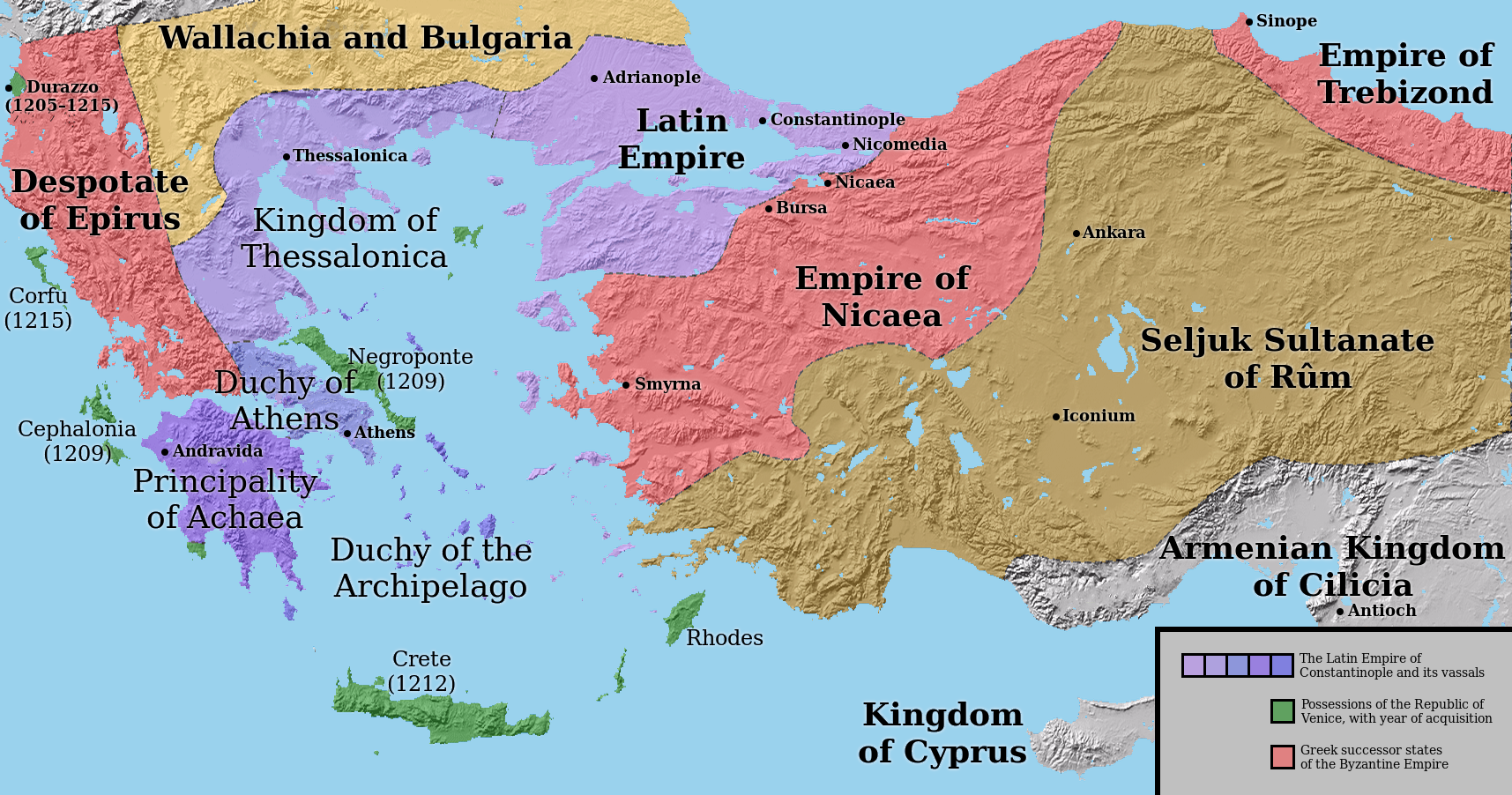
第四次十字军东征后拉丁王国与希腊继承者国家形势图，约1210年。

伊庇鲁斯与尼西亚帝国以及其他拜占庭残余政权成为希腊人抵抗拉丁统治的中心。米海尔主要忧虑的是拉丁十字军政权和威尼斯共和国的威胁。十字军划分拜占庭帝国的条约中，伊庇鲁斯被分给了威尼斯共和国，然而，威尼斯只是于1205年占领了都拉齐翁，并于1207年占领了克基拉岛，基于海权的威尼斯共和国对内陆并没有兴趣。为了在拉丁攻势下保全自己，米海尔展开了与教宗意诺增爵三世的协商，他暗示了将自己境内的正教会与罗马天主教合一的可能性。但双方的关系并非一帆风顺：1209年8月17日教宗致米海尔的一封信件中，教宗指出，如果“罗马帝国的米海尔·科穆宁”真的像书信里宣称的那样是教宗的仆人的话，就应该允许天主教的都拉齐翁大主教使用米海尔领土内的教会财产。尽管如此，与教宗的谈判仍然让米海尔取得了对方的好感，并争取了宝贵的时间。根据洛内兹的研究，米海尔似乎还曾向萨洛尼卡王国称臣朝贡。
尽管有这些外交手段，但从教宗1210年秋发出的信件来看，米海尔仍与亚该亚亲王戈弗雷一世·德维尔阿杜因（1209-1229年在位）及他手下的男爵们展开了交锋，但信件并未给出更多细节。现代研究者认为这场冲突可能与米海尔在昆图拉斯橄榄树林战役中可能扮演的角色有关，或是（更有可能的）与他在1207-1209年发兵救援割据阿尔戈斯和科林斯，被十字军围困在科林斯卫城的希腊豪强利奥·斯古罗斯却遭遇失败有关。数位学者，如卡尔·霍普夫和安托万·邦（Antoine Bon）所持的传统观点进一步认为，斯古罗斯的继承者，领导反十字军运动的阿尔戈斯领主狄奥多罗斯就是米海尔的兄弟狄奥多罗斯·科穆宁·杜卡斯，但没有证据支持这一假说，且当时狄奥多罗斯正在事奉尼西亚皇帝狄奥多尔一世。
拉丁皇帝弗兰德斯的亨利（1205-1216年在位）平定了塞萨洛尼基的伦巴底男爵们的叛乱，并把塞萨洛尼基王国收入囊中后，米海尔于1209年夏向他派遣使节并建议结盟。亨利怀疑米海尔的诚意，向伊庇鲁斯派出了使节并提出了自己的条件，要求米海尔宣布自己是拉丁帝国的臣属。后者提议把长女嫁给亨利的兄弟尤斯塔什，把三分之一的领土作为嫁妆割给对方，但不直接宣誓效忠。亨利接受了他的提议，联姻成功后，两国签署了和约。1210年初，米海尔的使节，策尔尼孔主教狄奥多罗斯与西美昂·库纳勒斯（Symeon Kounales）与威尼斯的杜拉佐（都拉齐翁）公爵马里诺·瓦拉莱索（Marino Vallaresso）会面并协商了一份条约，6月20日，条约以口头发誓的形式被确认。条约规定米海尔成为威尼斯的附庸，以封臣的形式拥有其土地，这一点在威尼斯总督皮埃特罗·齐阿尼（约1205-1229年在位）颁布的宪章得以证实。另外，米海尔给予了威尼斯人极大的贸易特权、免税权，与他们在曼努埃尔一世（1143-1180年在位）时期的金玺诏书中享有的特权相同。他还保证加快向威尼斯的谷物出口并在威尼斯船只于伊庇鲁斯海岸遇难时提供帮助；作为其臣属的象征，米海尔须每年向威尼斯的都拉齐翁公爵上贡42里特拉（λίτρα，约合327.6克）的“高纯金币（ὑπέρπυρον，拜占庭帝国货币）”，每年分两次付清，并每年各向圣马可大教堂和威尼斯总督上贡一匹织锦缎。

### 赎还阿莱克修斯三世
大约同一时期，米海尔通过赎回被推翻的前拜占庭皇帝阿莱克修斯三世加强了自己的统治合法性。阿莱克修斯和其妻子欧芙洛绪涅·杜卡伊娜·卡玛特拉当时在希腊各处寻找庇护，他本欲与豪强利奥·斯古罗斯建立联姻同盟，但因后者在蒙菲拉特侯爵博尼法乔一世的进攻下仓促撤退而失败。被困在色萨利的阿莱克修斯遂遭博尼法乔俘虏。这位前皇帝起初作为俘虏待遇尚且舒适，但随后他与博尼法乔产生了冲突。或许是阿莱克修斯试图逃往米海尔的领地，在逃亡的路上被博尼法乔的骑士们逮着了，或者博尼法乔仅仅是不信任他，因为他是希腊人潜在的效忠对象。阿莱克修斯和其妻子随后遭到囚禁，地点或是在塞萨洛尼基，或是根据其他来源，在蒙菲拉托。米海尔在得知阿莱克修斯夫妻的遭遇后将出资把他们赎回，并在阿尔塔的港口萨拉戈拉迎接了通过水路到达的二人。
米海尔对待阿莱克修斯夫妻十分礼貌，但阿莱克修斯并未在阿尔塔久留，这位被废黜的皇帝满心想着要靠塞尔柱苏丹凱霍斯魯一世的帮助夺取尼西亚帝国的统治权。他把妻子留在阿尔塔，自己则在米海尔的同父异母兄弟君士坦丁·科穆宁·杜卡斯的陪同下走海路前往小亚细亚。然而，尼西亚皇帝狄奧多爾一世·拉斯卡里斯在1211年的门德雷斯河畔的安条克战役大胜塞尔柱军队中完败，不仅击杀苏丹凯霍斯鲁一世，还俘虏了阿莱克修斯。阿尔塔的圣狄奥多拉的圣人传宣称，在离开伊庇鲁斯前，阿莱克修斯赐予了米海尔及其后裔对伊庇鲁斯世袭的治权。而14世纪阿拉贡语版本的《摩里亚编年史》则宣称阿莱克修斯离开时，任命米海尔在西面担任他的副手。因着这些文献，一些早期学者错误地推理出“米海尔曾从阿莱克修斯那里获得了专制君主的称号”。卢锡安·斯提尔农（Lucien Stiernon）以及瓦尔佐斯将阿莱克修斯的赎还日期定为1206-1207年间。洛内兹则认为阿莱克修斯的赎还是米海尔与拉丁势力和解的结果之一，并将其时间定在1210年，因为这一年拉丁帝国削弱尼西亚帝国的意图正好与米海尔赎回阿莱克修斯的愿望相契合。

### 领土扩张

伊庇鲁斯政权在米海尔一世和狄奥多罗斯统治时期的扩张

米海尔抓住了拉丁皇帝亨利专注于对尼西亚帝国发起计划中的远征的时机来进攻塞萨洛尼基。迎击拉丁佣兵时，他俘虏了萨洛尼卡王国的统帅、佐莫科斯 (城镇)男爵伦巴底人阿梅·布法（Amé Buffa）以及他的百余名同伴。据说米海尔对待战俘非常残忍，处死、鞭打了其中许多人，布法、布法的告解者和其他三名贵族则被钉十字架。米海尔的军队继续推进并占领了数个拉丁人堡垒，处死拉丁人守军，神职人员也不放过。亨利得到消息后大为恼怒，仅用12天便从君士坦丁堡赶到塞萨洛尼基。与此同时，米海尔与半独立的保加利亚王族斯特雷兹结盟，但他们都被亨利击败。此次战役中，亨利有可能受到了其在亚该亚的附庸的援助，这样就能解释教宗与米海尔的通信中提到亚该亚男爵们与米海尔作战的内容，而不用假设米海尔曾进军伯罗奔尼撒。拉丁皇帝夺取了米海尔与斯特雷兹的部分土地，但由于保加利亚沙皇波里尔威胁到了君士坦丁堡，他不得不缩短战役并班师回朝，他将塞萨洛尼基交由兄弟尤斯塔什和贵族卡岑埃尔恩博根的贝特霍尔德治理。贝特霍尔德随后成功抵御了斯特列兹及其兄弟波里尔的另一次进攻。由于对保加利亚人进攻塞萨洛尼基感到不安，米海尔变节至拉丁人一侧并于佩拉戈尼亚击败了保加利亚人。一般认为，在这一系列纷争之中，米海尔结束了其与拉丁帝国的从属关系；历史学家菲利普·范·特里赫特（Philip Van Tricht）则指出这种说法没有事实根据，这一从属关系或许直到米海尔的兄弟狄奥多罗斯于1217年在都拉齐翁附近伏击并俘虏拉丁皇帝皮埃尔二世·德库特奈时才彻底结束。
根据《加拉克西季编年史》的记载，1210-1214年间的某个时间点，米海尔与萨洛纳领主托马斯一世·德欧特勒芒库尔发生了冲突。托马斯夺取了科林斯湾加拉克西季附近的几个岛屿后，市民向米海尔求援，双方爆发战斗，托马斯战死，萨洛纳（今阿姆菲萨）则被米海尔占领。然而伊庇鲁斯在此地的统治并不长久，托马斯一世之子托马斯二世很快就恢复了其父的领地。1212年，米海尔的军队进犯色萨利，打败了当地的伦巴底领主们并夺取了拉里萨，废黜了当地的拉丁礼大主教，恢复正教会都主教座；米海尔还夺取了卡岑埃尔恩博根的贝特霍尔德的封地韦莱斯蒂诺，直抵帕阿西蒂湾畔的德米特里阿斯米海尔将新近取得的色萨利地区作为世袭封地交给了自己的女婿君士坦丁·马利阿色诺斯。
之后不久，大约在1213年，米海尔自威尼斯手里夺取了都拉齐翁，1214年又夺取克基拉岛。亲尼西亚的拜占庭史学家通常对米海尔保持着敌意，经常忽视他的成就，所以有关这些成就的细节就少之又少了。克基拉岛民的传统说法认为岛上的天使城堡是米海尔建造的。米海尔之后继续向北推进至阿尔巴尼亚和马其顿，占领了克鲁亚，终结了阿尔巴农政权的独立，其邦君齐米特尔·普罗戈尼向米海尔称臣。不过，塞尔维亚人在斯库台阻止了米海尔进一步夺取泽塔地区的尝试。

### 逝世及遗产

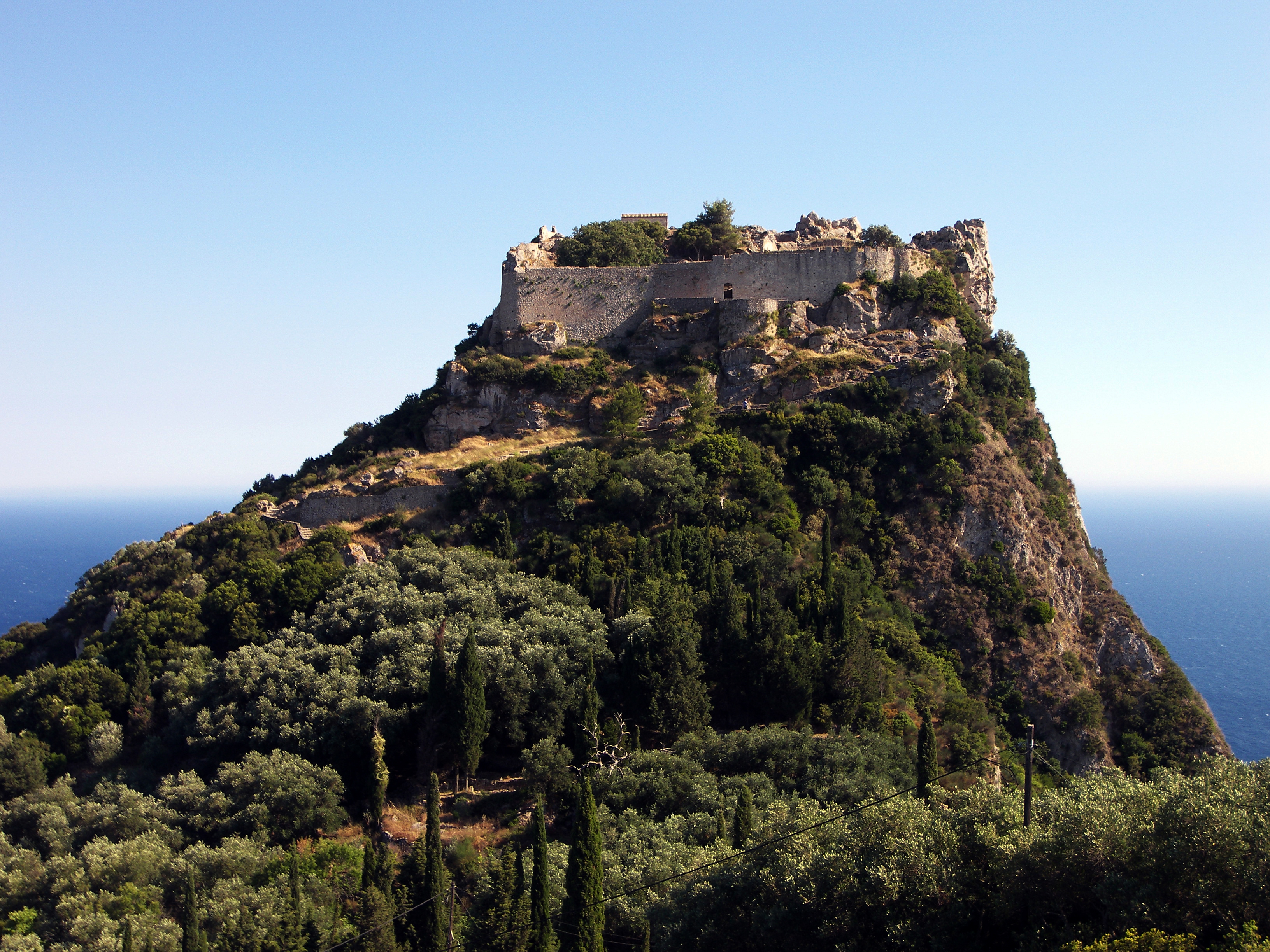
克基拉岛的安杰洛卡斯特罗城堡，据信是米海尔一世建造的。

1214年末或1215年，米海尔在培拉特于睡梦中遭到暗杀，杀手是他的仆人罗梅欧斯（Rhomaios）。历史学家约翰·V·A·法恩认为：“我们无法得知他是否是受雇行凶，如果事实的确如此，我们也不知道是谁雇佣了他”。由于他唯一存世的儿子是私生的且未成年，米海尔的地位由其异母兄弟狄奥多罗斯继承。狄奥多罗斯起初事奉尼西亚帝国，后米海尔邀请他来到伊庇鲁斯，以防自己儿子的薄弱地位产生问题。但狄奥多罗斯不仅排除了米海尔之子米海尔二世的继承权，且根据圣人传记载，还将米海尔二世及其母亲流放至伯罗奔尼撒。狄奥多罗斯是一个有力且好战的统治者，大大扩张了领地，于1224年占领了塞萨洛尼基，并在那里加冕为皇帝，然而1230年保加利亚人在克洛科特尼察战役中击败并俘虏了狄奥多罗斯，他的帝国也因此夭折。这也使米海尔二世得以从伯罗奔尼撒归国并重新统治了伊庇鲁斯。
米海尔是伊庇鲁斯专制国的奠基者，也是科穆宁·杜卡斯王朝的建立者，该王朝统治伊庇鲁斯至1318年，后被意大利的奥尔西尼家族取代。科穆宁·杜卡斯家族的成员还曾经统治过色萨利，并狄奥多罗斯的后代则继续在塞萨洛尼基自称皇帝，直到尼西亚帝国于1246年占领该城。在米海尔统治期间，他似乎受到了民众的欢迎；同时代的纳夫帕克托斯都主教约翰·阿波卡夫科斯称赞米海尔是“诺亚再世”，因为他在拉丁人制造的劫难中庇护了希腊人难民。而与米海尔同时代的奥赫里德大主教季米特里乌斯·霍马特诺斯甚至估计，至少约半数从君士坦丁堡逃出的难民在伊庇鲁斯得到了保护，其中包括了许多元老院贵族，他还接纳了更多从拉丁人统治下的伯罗奔尼撒逃亡至其领地的难民。阿波卡夫科斯还赞扬他重建并加固了约阿尼纳城。许多难民并安置在那里；而该城也因此选择了大天使弥哈伊尔（米海尔）为主保。

## 家庭
米海尔妻子的具体身份不明。阿尔塔的狄奥多拉的圣人传称米海尔曾经两度结婚。他的第一任妻子出身梅利塞诺斯家族，死亡日期不明。她的堂姐妹，很可能也姓梅利塞诺斯，嫁给了尼科波利斯总督塞纳切林。在塞纳切林遭其领民杀害后，米海尔为他报了仇，取代了他的职位，并迎娶了他的寡妇。尽管圣人传并不可靠，这一叙述部分可以与戈弗雷·德维尔阿杜因记载他娶了“伊庇鲁斯巨头之女”相佐证（见上文）。此外，米海尔的第二任妻子由于是其第一任妻子的堂姐妹，他们的婚姻被正教会和敌视米海尔的史学家视为是违反教法；因此米海尔二世被称为“妾”的生母可能实际上是米海尔一世的第二任妻子。
米海尔有五名子女，三名为第一任妻子所生，两名为第二任妻子或妾所生：
- 名字不详的女儿，1209年与拉丁帝国皇帝佛兰德的亨利的兄弟尤斯塔什（英语：Eustace of Flanders）成婚。[62][63]
- 狄奥多拉·科穆宁娜·杜卡伊娜（Θεοδώρα Κομνηνὴ Δούκαινα），这名女儿仅于1216年被季米特里乌斯·霍玛提亚诺斯（英语：Demetrios Chomatenos）简略提到过。[62][63]
- 君士坦丁·科穆宁·杜卡斯（Κωνσταντίνος Κομνηνός Δούκας），仅在1210年拉丁文的威尼斯条约中被提到过，在条约中他被指定为其父的继承人，他可能早于米海尔去世[62][63]
- 玛利亚·科穆宁娜·杜凯娜（Μαρία Κομνηνὴ Δούκαινα），与君士坦丁·马利阿色诺斯（英语：Constantine Maliasenos）成婚。[62][63]
- 米海尔二世·科穆宁·杜卡斯，私生子，1230年夺回伊庇鲁斯统治权，统治至约1268年，他是第一个拥有“专制君主”头衔的伊庇鲁斯统治者。[62][64]